# Heterosternuta phoebeae
Heterosternuta phoebeae är en skalbaggsart som beskrevs av Wolfe och Charles E. Harp 2003. Heterosternuta phoebeae ingår i släktet Heterosternuta och familjen dykare. Inga underarter finns listade i Catalogue of Life.